# Cœur
Cœur (pol. serce) – singel francuskiej piosenkarki Zoé Clauzure wydany 27 września 2023 roku. Piosenka zwyciężyła 21. Konkurs Piosenki Eurowizji Junior (2023), który odbył się w Nicei 26 listopada. Zoé wygrała konkurs z łączna liczbą 228 punktów, zapewniając trzecie zwycięstwo dla Francji w konkursie. 
Do piosenki został zrealizowany teledysk który został opublikowany premierowo 18 października 2023 na kanale Junior Eurovision Song Contest w serwisie YouTube.